# Volleyboll vid olympiska sommarspelen 1964

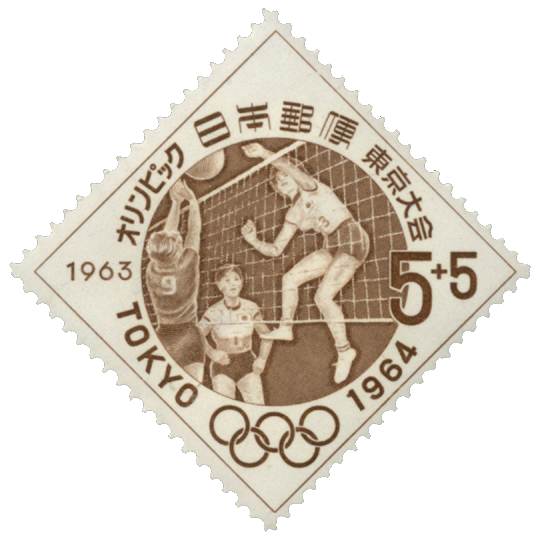

De olympiska turneringarna 1964 i volleyboll avgjordes mellan den 11 och 23 oktober 1964 i Tokyo. Det var första gången volleyboll var med på det olympiska programmet, en uppvisningsturnering skulle ha arrangerats 1952 men blev inställd. Det var också den första olympiska lagsporten att ha en turnering för kvinnor.

## Medaljtabell
| Pl. | Nation          | Guld | Silver | Brons | Totalt |
| --- | --------------- | ---- | ------ | ----- | ------ |
| 1   | Sovjetunionen   | 1    | 1      | 0     | 2      |
| 2   | Japan           | 1    | 0      | 1     | 2      |
| 3   | Tjeckoslovakien | 0    | 1      | 0     | 1      |
| 4   | Polen           | 0    | 0      | 1     | 1      |

## Medaljsammanfattning
| Gren                        | Guld | Silver | Brons |
| Volleyboll, damer detaljer  | Japan Masae Kasai Emiko Miyamoto Kinuko Tanida Yuriko Handa Yoshiko Matsumura Sata Isobe Katsumi Matsumura Yoko Shinozaki Setsuko Sasaki Yuko Fujimoto Maseko Kondo Ayano Shibuki                                                         | Sovjetunionen Antonina Ryzjova Astra Biltauer Ninel Lukanina Ljudmila Buldakova Nelli Abramova Tamara Tichonina Valentina Kamenjok-Vinogradova Inna Ryskal Marita Katusjeva Tatiana Rosjtjina Valentina Misjak Ljudmila Gurejeva | Polen Krystyna Czajkowska Józefa Ledwig Maria Golimowska Jadwiga Rutkowska Danuta Kordaczuk Krystyna Jakubowska Jadwiga Książek Maria Śliwka Zofia Szczęśniewska Krystyna Krupa Hanna Busz Barbara Hermela-Niemczyk |
| Volleyboll, herrar detaljer | Sovjetunionen Ivans Bugajenkovs Nikolaj Burobin Jurij Tjesnokov Vasja Katsjarava Valerij Kalatjichin Vitalij Kovalenko Staņislavs Lugailo Georgij Mondzolevskij Jurij Pojarkov Eduard Sibirjakov Jurij Vengerovskij Dmitrij Voskobojnikov | Tjeckoslovakien Milan Čuda Bohumil Golián Zdeněk Humhal Petr Kop Josef Labuda Josef Musil Karel Paulus Boris Perušič Pavel Schenk Václav Šmídl Josef Šorm Ladislav Toman                                                         | Japan Yutaka Demachi Tsutomu Koyama Sadatoshi Sugahara Naohiro Ikeda Yasutaka Sato Toshiaki Kosedo Tokihiko Higuchi Masayuki Minami Takeshi Tokutomi Teruhisa Moriyama Yūzo Nakamura Katsutoshi Nekoda              |